# Брынковянский стиль

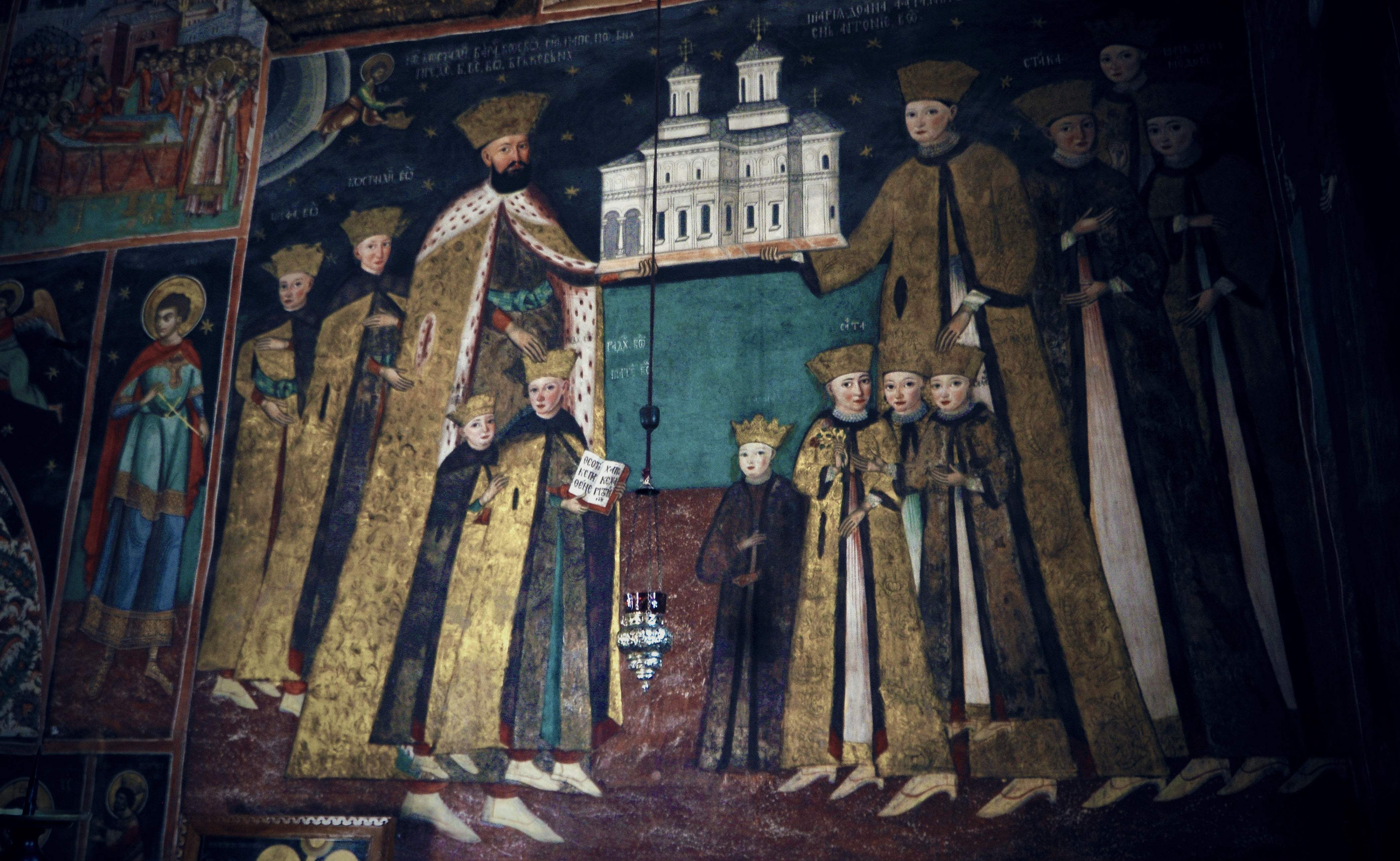
Константину Брынковяну как основателю Хореза.

Брынковянский стиль (рум. Stilul brâncovenesc) — направление валашской архитектуры периода правления Константина Брынковяну.
Архитектурный стиль был задуман Матею Басарабом и Щербаном Кантакузино, которые фактически заложили основы более позднего брынковянского стиля, хотя их стиль более простой. Это время в истории Валахии известно как Валашское Возрождение. Брынковянский стиль можно охарактеризовать как цветочный, потому что это нечто среднее между цветочным ренессансом и барокко. Это чрезвычайно богатый стиль, в значительной степени основанный на эффектах сценического дизайна, таких как резные камни, порталы, колонны и головы колонн, построенных очень специфическим образом, определяющим архитектуру Константина Брынковяну.